# The Plow Boy
The Plow Boy é um curta-metragem de animação produzido nos Estados Unidos, dirigido por Walt Disney e lançado em 1929. O filme marca a primeira aparição do personagem Horácio, ainda como um cavalo não antropomórfico pertencente a Mickey.